# 山田城 (琉球国)
山田城（やまだグスク）は、沖縄県国頭郡恩納村字山田小字城原にあった14世紀から15世紀頃のグスク（御城）。

## 概要
沖縄本島中部の西海岸に位置する標高約90メートル余の細長い舌状の琉球石灰岩台地上に築かれた平山城である。城跡は2008年（平成20年）4月1日に国の史跡に指定された。指定の名称は「山田城跡（やまだグスクあと）」。
座喜味城からは4kmほど離れている。

## 歴史

### 築城
築城年代は不明。 石川市（現うるま市）の伊波グスクの伊波按司から分家したものであり、護佐丸の父祖以来の居城とされている。
北側の崖には護佐丸先祖代々の洞穴墓があり、文字通り『護佐丸先祖墓碑』が1740年（乾隆5年）に建てられている。
護佐丸は中北山の争いから逃れた今帰仁王子が伊波城に勢力を持った伊覇按司三世の次男と言われる。先代山田城主読谷山按司（山田按司）も伊覇按司の一族係累であったが嗣子がなかったため、城主の兄弟の伊覇按司の三世の次男護佐丸が養子となって読谷山按司を継いだと伝えられる。

### 三山時代
中山勢力圏の北端に位置しており北山勢力圏との境界にあった城で、護佐丸の最初の居城であったと言われている。護佐丸は1416年尚巴志の北山討伐に参戦し北山を滅ぼした後に読谷の座喜味城を築城し拠点を移す。伝承では、その際山田城の石垣を取り壊して人夫の手渡しで石を運んだ
。

## 発掘調査
1986年から1988年にかけて発掘調査が行われた。城の規模は東西約30m、南北約160mであることが判明した。また、中国産陶磁器や銭貨などが出土した。東側と西側に野面積みの石垣が残っている。